# Plebejus nomancha
Plebejus nomancha är en fjärilsart som beskrevs av Ribbe 1910. Plebejus nomancha ingår i släktet Plebejus och familjen juvelvingar. Inga underarter finns listade i Catalogue of Life.